# Ikongo (stad)
Ikongo is een stad in Madagaskar, gelegen in de regio Vatovavy-Fitovinany. De stad telt 33.892 inwoners (2005).

## Geschiedenis
Tot 1 oktober 2009 lag Ikongo in de provincie Fianarantsoa. Deze werd echter opgeheven en vervangen door de regio Vatovavy-Fitovinany. Tijdens deze wijziging werden alle autonome provincies opgeheven en vervangen door de in totaal 22 regio's van Madagaskar.

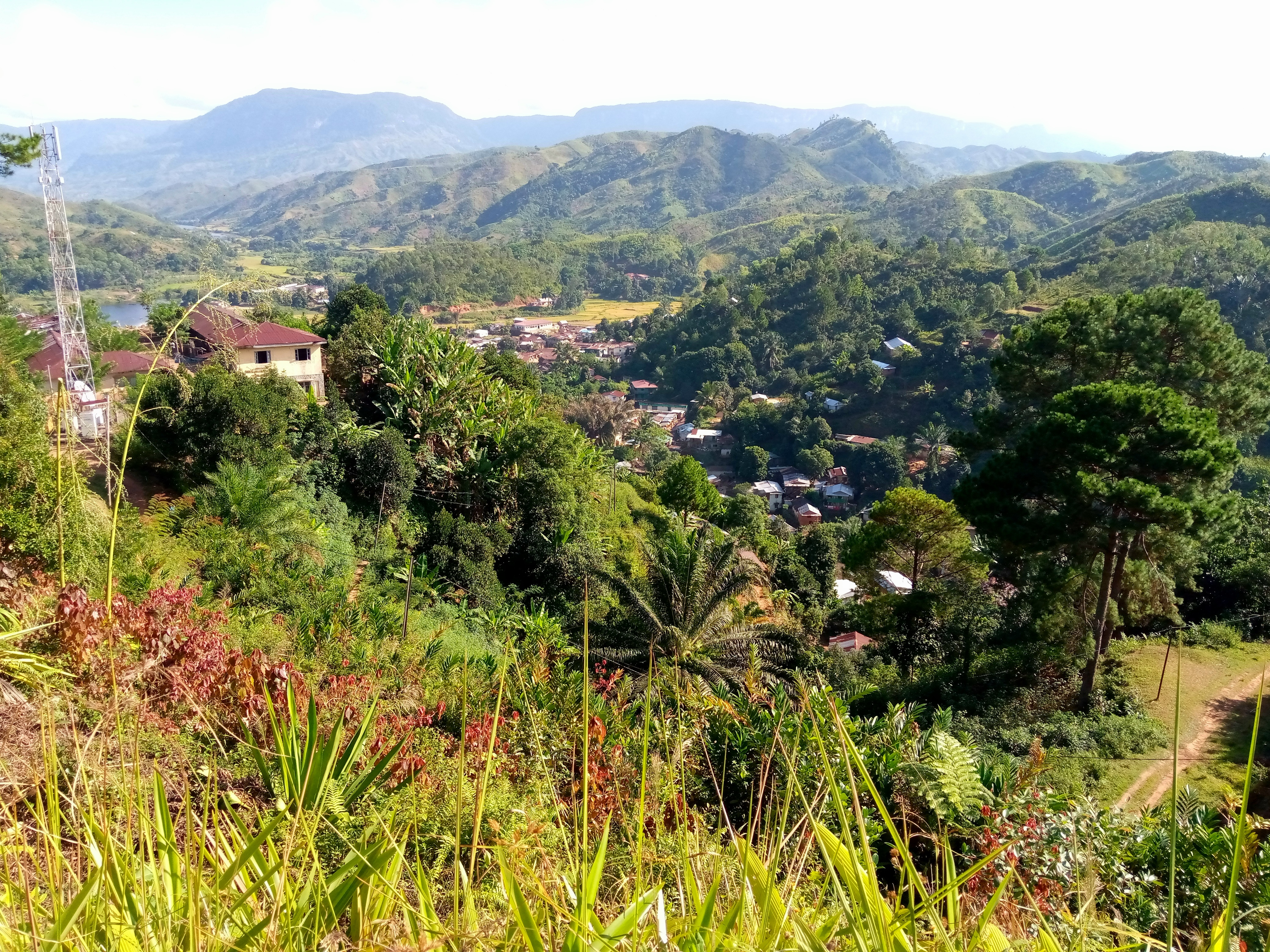
Ikongo en omgeving

- Library of Congress Control Number: n96900674
- Nationale Bibliotheek van Israël: 987007535502005171
- Virtual International Authority File: 151440212